# Джеймс Балард
Джеймс Греъм Балард (на английски: James Ballard) е английски писател, автор на произведения в жанровете научна фантастика и исторически роман. Пише под псевдонима Дж. Г. Балард (на английски: J. G. Ballard).

## Биография и творчество
Роден е на 15 ноември 1930 г. в Международното селище в Шанхай, Китай, в семейството на химика, бизнесмен и дипломат Джеймс Балард и Една Джонстоун. След нападението над Пърл Харбър семейството е вкарано от японците в цивилен затвор. Завръщат се в Англия през 1946 година.
Учи две години медицина в Кингс Колиж на Кеймбриджкия университет, но през 1951 г. напуска. Работи като копирайтър и портиер в Ковънт Гардън.
През 1953 г. се жени за Хелън Мария Матюс. Имат три деца – Джеймс, Фей и Беатрис. Съпругата му умира през 1964 г.
Една година учи английска филология в Лондонския университет. Прекъсва и се включва в Кралските военновъздушни сили, където служи като пилот в периода 1954 – 1957 г.
Първият му разказ е публикуван през 1956 г. в списание „Нови светове“.
След напускането на армията работи като асистент-редактор на научно списание, където остава до 1961 г.
Първият му роман, постапокаптичният „The Wind from Nowhere“ (Вятърът от нищото), е публикуван като сериен роман през 1961 г. След него той се посвещава на писателската си кариера. Повлиян от движението „Нова вълна“ следват апокалиптичните и постапокалиптични романи като „Удавеният свят“, „The Burning World“ и „The Crystal World“.
В края на 60-те и началото на 70-те години се фокусира върху разнообразни разкази („кондензирани романи“), като сборника „The Atrocity Exhibition“, като се приближава до произведенията на постмодернистите като Уилям Бъроуз.
През 1973 г. е публикуван предизвикалият дискусии роман „Катастрофа“, история за симфорофилия и фетишизъм от автомобилни катастрофи, в която главният герой получава сексуална възбуда от причиняването и участието в реални автомобилни катастрофи. През 1996 г. романът е екранизиран в едноименния филм с участието на Джеймс Спейдър и Холи Хънтър.
Става особено популярен с историческия си военен роман „Империята на слънцето“, полубиографичен разказ за опита на младо момче в Шанхай по време на Втората китайско-японска война и окупацията на японската императорска армия. През 1987 г. романът е екранизиран в едноименния филм на Стивън Спилбърг с участието на Крисчън Бейл, Джон Малкович и Миранда Ричардсън.
Романът му „Небостъргач“ от 1975 г. за излезлия от контрол живот в един небостъргач, е екранизиран през 2015 г. с участието на Том Хидълстън, Джеръми Айрънс и Сиена Милър.
Произведенията му се отличават с дистопична модерност, мрачни изкуствени пейзажи и психологически последиците от технологичното, социалното или екологичното развитие. Заедно с Филип К. Дик Балард е от най-влиятелните писатели, които са фокусирали своите произведения върху свързването на вътрешния мир на човека и околния свят, като променят начина, по който е възприемано това свързване.
Джеймс Балард умира от рак на простатата на 19 април 2009 г. в Лондон.

## Произведения

### Самостоятелни романи
- The Wind from Nowhere (1962)
- The Drowned World (1962)
Удавеният свят, изд.: „Сиела“, София (2021), прев. Деян Кючуков
- The Drought (1964) – издаден и като „The Burning World“
- The Assassination Weapon (1966)
- The Crystal World (1966)
- Love and Napalm (1968)
- Crash (1973)
Катастрофа, изд.: ИК „Колибри“, София (2017), прев. Деян Кючуков
- Concrete Island (1974)
- High-Rise (1975)
Небостъргач, изд.: ИК „Колибри“, София (2016), прев. Деян Кючуков
- The Unlimited Dream Company (1979) – награда БАНФ
- Hello America (1981)
- The Day of Creation (1987)
- Running Wild (1988)
- Rushing to Paradise (1994)
- Cocaine Nights (1996)
- Super-Cannes (2000)
- Millennium People (2003)
- Kingdom Come (2006)

Серия „Империя на Слънцето“ (Empire of the Sun)
1. Empire of the Sun (1984) – мемориална награда Джеймс Тайт 
Империя на слънцето, изд.: „Народна култура“, София (1990), прев. Веселин Лаптев
2. The Kindness of Women (1991)

### Разкази (частично)
- Разместеното време, Escapement (1956)
- Дванайсетата пътечка, Track 12 (1958)
- Последният свят на мистър, The Last World of Mr. Goddard (1960)
- Зоната на ужаса, Zone of Terror (1960)
- Благородният убиец, The Gentle Assassin (1961)
- Златният век, Billennium (1961)
- Венера се усмихва, Venus Smiles (1957)
- Градината на времето, The Garden of Time (1962)
- Завръщането на морето, Now Wakes the Sea (1963)
- Удавеният великан, The Drowned Giant (1964)

### Сборници
- Billenium (1962)
- The Voices of Time (1962) – издаден и като „The Four-Dimensional Nightmare“
- Passport to Eternity (1963)
- The Terminal Beach (1964)
- The Impossible Man (1966)
- The Day of Forever (1967)
- The Disaster Area (1967)
- The Overloaded Man (1967) – издаден и като „The Venus Hunters“
- Why I Want to Fuck Ronald Reagan (1968)
- The Atrocity Exhibition (1969)
- The Inner Landscape (1969) – с Брайън Алдис и Мърбин Пийк
- Chronopolis (1971)
- Vermilion Sands (1971)
- Low-Flying Aircraft (1976)
- The Best Science Fiction of J. G. Ballard (1977)
- The Best Short Stories of J G Ballard (1978)
- News from the Sun (1982)
- Myths of the Near Future (1982)
- Memories of the Space Age (1988)
- War Fever (1990)

### Документалистика
- A User's Guide to the Millennium (1996)
- Tacita Dean (2001)
- Quotes (2004)
- Interviews (2005)
- Miracles of Life (2008) – автобиография
- Extreme Metaphors (2012)

### Екранизации
- 1965 Out of the Unknown – ТВ сериал, 1 епизод
- 1966 Jackanory – ТВ сериал, 1 епизод
- 1970 When Dinosaurs Ruled the Earth
- 1971 Crash! – късометражен
- 1974 Billenium – ТВ филм, по романа
- 1986 Resan till Orion – късометражен, история
- 1987 Империята на Слънцето, Empire of the Sun – по романа
- 1991 Minus One – късометражен
- 1994 Ten Monologues from the Lives of the Serial Killers
- 1996 Катастрофи, Crash – по романа
- 2000 The Atrocity Exhibition – по романа
- 2002 Aparelho Voador a Baixa Altitude
- 2003 Home – ТВ филм, по разказа
- 2012 Ceiling Unlimited – късометражен
- 2015 Небостъргач, High Rise – по романа

## Книги за писателя
- The First Twenty Years (1976) – от Джеймс Годар и Дейвид Прингле
- Earth Is the Alien Planet (1979) – от Дейвид Прингле
- J.G. Ballard (1984) – от В. Вале
- J.G Ballard (1998) – от Мишел Девил
- The Inner Man (2011) – от Джон Бакстър